# Bodensee-Oberschwaben Verkehrsverbund

Historisches Logo des Verkehrsverbunds

Der Bodensee-Oberschwaben Verkehrsverbund, kurz bodo genannt, verbindet den Bodenseekreis, den Landkreis Ravensburg (beide Baden-Württemberg) sowie den bayerischen Landkreis Lindau (Bodensee). Der Verbund ist eine Managementgesellschaft, die die Leistungen des öffentlichen Personennahverkehrs (ÖPNV) verkauft und koordiniert.
bodo betreibt keine eigenen Busse und Bahnen. Die Verkehrsleistungen werden von den Verkehrsunternehmen erbracht. Gesellschafter der GmbH sind der Bodenseekreis, der Landkreis Lindau (Bodensee), der Landkreis Ravensburg sowie 7 Verkehrsunternehmen bzw. deren Zusammenschlüsse.

## Verkehrsbetriebe imbodo

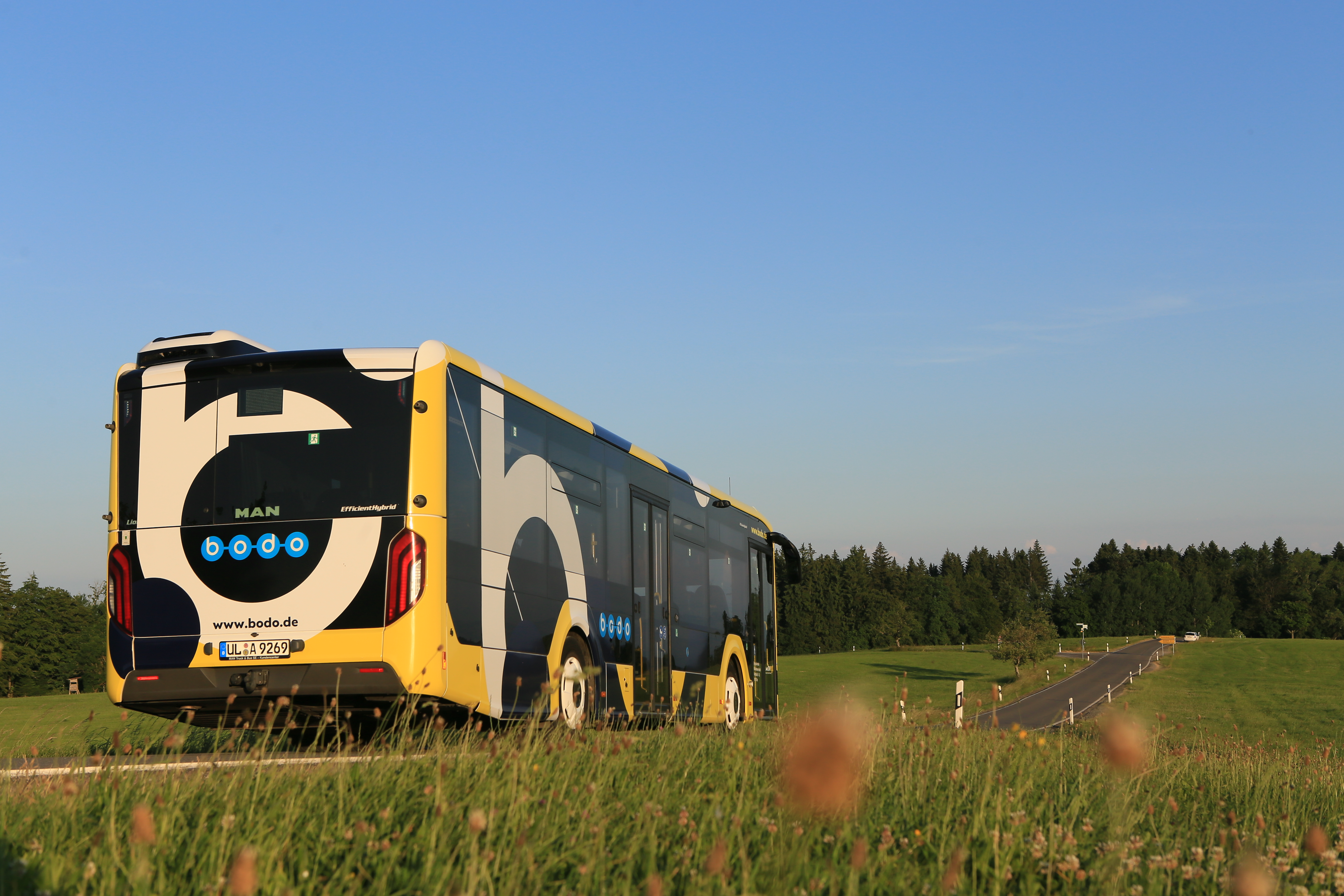
RAB Bus im neuen bodo-CI 2023 auf dem Höchsten

Im Bodensee-Oberschwaben Verkehrsverbund sind 24 Verkehrsunternehmen mit über 240 Bahn- und Buslinien am ÖPNV beteiligt. Weitere Verkehrsunternehmen fahren im Auftrag dieser Unternehmen. 2022 wurden über 36,8 Millionen Fahrgäste befördert. Die Fahrgeldeinnahmen belaufen sich auf 36,5 Mio. € brutto.
bodo-Verkehrsunternehmen sind (Gesellschafter oder Kooperationspartner):
- Bodensee-Oberschwaben-Bahn GmbH & Co. KG
- Go Ahead Bayern GmbH
- Stadtverkehr Friedrichshafen GmbH
- Stadtwerke Überlingen GmbH
- DB ZugBus Regionalverkehr Alb-Bodensee GmbH (RAB)
- Stadtbus Ravensburg Weingarten GmbH
- Stadtverkehr Lindau (B) GmbH
- Diesch GmbH
- Ehrmann – Reisen e. K.
- Hutter Reisen GmbH
- Omnibusverkehr Bühler GmbH & Co. KG
- Omnibus Grabherr GmbH
- Omnibusbetrieb Morath
- Omnibusverkehr Volk GmbH
- Omnibus Müller GmbH & Co. KG
- Reisch GmbH Omnibusverkehr
- RBA Regionalbus Augsburg GmbH
- Schuler GmbH Omnibusverkehr und Reisebüro
- Omnibusverkehr Wangen Buchmann GmbH & Co. KG
- Strauss GmbH & Co. KG
- VBS Verkehrsbetriebe Schussental GmbH & Co. KG
- Werner Sohler GmbH
- Burkhard Reisen e.K.

## Städte und Gemeinden imbodo(Auswahl)

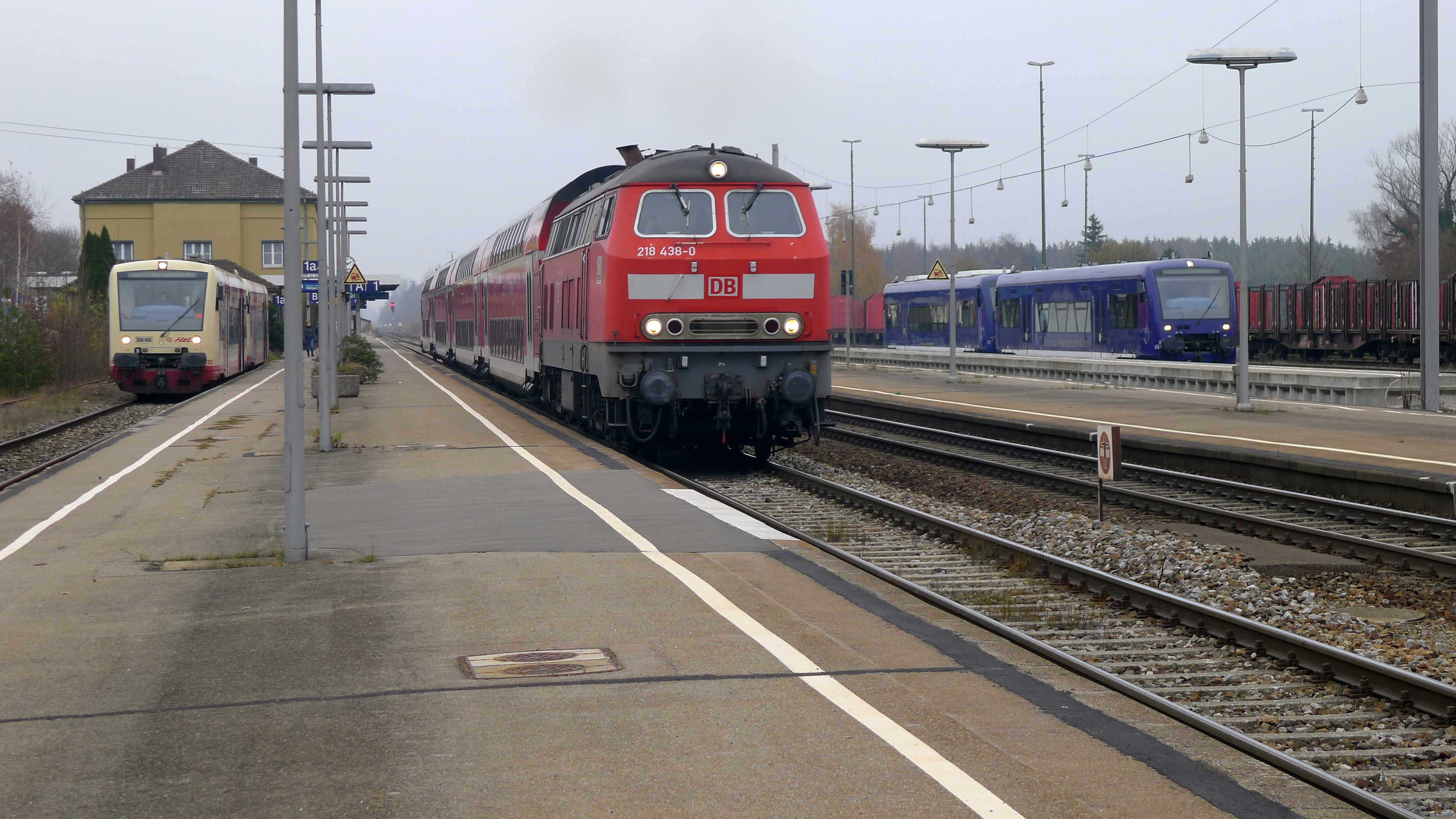
Bahnhof Aulendorf. Rechts ein Triebwagen der Bodensee-Oberschwaben-Bahn

Das Gebiet des bodo Städte und Gemeinden der Landkreise Lindau, Ravensburg und des Bodenseekreises. Dies umfasst eine Fläche von 2620 km² mit über 580.000 Einwohnern (Stand: 2019).
Hier eine kleine Auswahl der Städte und Gemeinden:
| - Argenbühl - Aulendorf - Bad Waldsee - Bad Wurzach - Baienfurt - Bergatreute - Deggenhausertal - Friedrichshafen - Immenstaad - Isny - Kißlegg - Kressbronn - Langenargen - Leutkirch | - Lindau (Bodensee) - Lindenberg im Allgäu - Markdorf - Meckenbeuren - Meersburg - Oberstaufen - Owingen - Ravensburg - Salem - Tettnang - Überlingen - Uhldingen-Mühlhofen - Wangen - Weingarten |

## Stadtverkehre imbodo(Auswahl)
Stadtverkehre gibt es im bodo in folgenden Städten:
- Friedrichshafen
- Immenstaad
- Isny
- Leutkirch im Allgäu – Stadtbus Leutkirch
- Lindau (Bodensee) – Stadtbus Lindau
- Ravensburg/Weingarten – Stadtbus Ravensburg Weingarten
- Tettnang
- Überlingen
- Wangen

## Benachbarte Verkehrsverbünde
- DING Donau-Iller-Nahverkehrsverbund (Landkreise UL, NU, BC)
- VVV Verkehrsverbund Vorarlberg (Land Vorarlberg)
- NALDO Verkehrsverbund Neckar-Alb-Donau (Landkreise RT, TÜ, SIG, BL)
- VHB Verkehrsverbund Hegau-Bodensee (Landkreis KN)
- mona Mona Allgäu (Landkreis OA)
- VVM Verkehrsverbund Mittelschwaben (Landkreis MN)